# SPARC

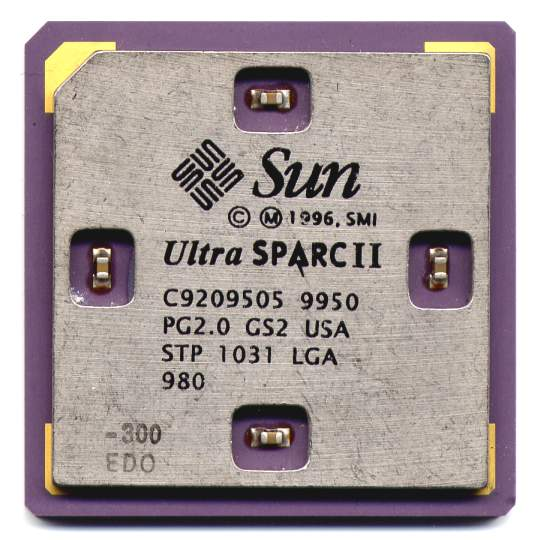
Sun UltraSPARC II mikroprocesszor

A SPARC (skálázható processzor-architektúra, a Scalable Processor Architecture szavakból) a Sun Microsystems által kifejlesztett 32 és 64 bites RISC típusú utasításkészlet-architektúra (ISA).
A SPARC ISA tervezése a Sun-nál 1984-ben kezdődött, 1986-ban a Sun és a Fujitsu együttműködésével elkészültek az első SPARC V7 architektúrájú processzorok, 1987 közepén pedig piacra kerültek a SPARC processzoros Sun-4 munkaállomások.
A SPARC egy bejegyzett védjegy, amely a SPARC International, Inc. konzorcium tulajdona. Ez a szervezet 1989-ben alakult a SPARC architektúra terjesztésének elősegítése, valamint a konformancia-ellenőrzések biztosítása és védjegyek kezelése céljából. A kezdetben 32 bites SPARC architektúrát a Sun Sun-4-es munkaállomások és szerverek számára fejlesztették ki, amellyel a korábbi, Motorola 68000-es processzorokat használó Sun-3-as rendszereket kívánták felváltani. Később kifejlesztették az architektúra a 64 bites verzióját; a 64 bites SPARC processzorok változatait a Sun Microsystems, Solbourne, Fujitsu és más gyártók szimmetrikus multiprocesszoros (SMP) és ccNUMA technológiákat használó gépeikben alkalmazzák.
A SPARC International nyílttá kívánta tenni az architektúrát a kialakítás minél szélesebb körben való elterjesztése érdekében. Ennek egyik lépéseként a licencet több gyártónak is átadta, pl. a Texas Instruments, Atmel, Cypress Semiconductor és Fujitsu cégeknek. Ennek köszönhetően mára a SPARC architektúra teljesen nyílt és nem kötődik egyetlen tulajdonoshoz.
2006 márciusában a Sun Microsystems kiadta az UltraSPARC T1 mikroprocesszor terveit nyílt forrásként, OpenSPARC T1 néven; a teljes dokumentáció hozzáférhető az OpenSPARC.net webhelyen. 2007-ben ugyanígy közzétette az UltraSPARC T2 processzor terveit, OpenSPARC T2 néven.
A SPARC processzor újabb keletű kereskedelmi célú megvalósításai a Fujitsu Laboratories Ltd. által 2009 júniusában megjelentetett SPARC64 VIIIfx típusú „Venus” kódnevű processzor (nyolc mag, 2 GHz, 128 GFLOPS), amelyet a 8 petaFLOPS teljesítményt elérő japán szuperszámítógépben, a „K computer”-ben használnak, ezután a 2012 augusztusában bemutatott SPARC64 X „Athena” processzor. Az Oracle Corporation továbbra is fejleszti SPARC processzorsorozatát, amelynek legújabb tagjai a 2011 szeptemberében megjelent 2,85–3,0 GHz órajelen működő SPARC T4, és a 2013 márciusában bevezetett 3,6 GHz-en futó 16 magos SPARC T5 processzor.
2017. szeptember 1-én, az Oracle Labs-ben 2016 novemberében kezdődött elbocsátások és az M8-as processzor befejezése után az Oracle saját berkein belül megszüntette a SPARC architektúrájú processzorok további tervezését. A texasi Austinban működő processzormag-fejlesztő csoport nagy részét elbocsátották, akárcsak a kaliforniai Santa Clarában és a massachusettsi Burlingtonban működő csapatokat.

## Általános jellemzők
A SPARC architektúrára nagy hatással voltak a Kaliforniai Egyetemen, Berkeley-ben kifejlesztett korai RISC I és RISC II architektúrák és az IBM 801. Ezek a korai RISC kialakítások igen minimalisták voltak, a lehető legkevesebb utasítást tartalmazták és célként tűzték ki az összes utasítás lehetőleg egy órajelciklus alatti végrehajtását. Hasonlóképpen a MIPS-architektúra kezdeti verzióiból szintén hiányoztak az olyan bonyolultabb utasítások, mint például a szorzás és osztás. A RISC processzorokban alkalmazott ugrási késleltetési rés (branch delay slot) szintén megjelenik a SPARC processzoroknál.
A SPARC processzorok sok általános célú regisztert tartalmaznak, ezek száma akár 160 is lehet. Ezek közül a szoftverek bármely tetszőleges időpontban csak 32-t láthatnak – 8 globális regiszter (az egyik közülük a g0, fixen rögzített nulla értékű, tehát csak 7 használható regiszterként), a többi 24 a regiszterveremben helyezkedik el. Ezt a 24 regisztert hívják regiszterablaknak, ezeket használják szubrutinhíváskor és -visszatéréskor, ez az ablak mozog fel és le a regiszterveremben. Az ablakok helyzete előre definiált. Minden ablak rendelkezik 8 lokális regiszterrel és megoszt még nyolcat a szomszédos ablakkal. A megosztott regisztereket függvényparaméter-átadásra vagy értékek visszaadására használják, a lokális regisztereket a helyi / adott függvényben lokális értékek tárolására használják függvényhívások között.
A skálázhatóság azt jelenti, hogy a SPARC specifikáció lehetővé teszi különböző felépítésű processzorok megvalósítását, a beágyazott rendszerek processzoraitól kezdve a nagy, szerverekbe szánt processzorokig, amelyekben mindben megtalálható ugyanaz az alap, nem privilegizált utasításkészlet. Az architektúra egyik skálázható paramétere a megvalósított regiszterablakok száma: a specifikáció lehetővé teszi 3-tól 32-ig terjedő számú regiszterablak megvalósítását. Eszerint egy processzor tartalmazhat 32 regiszterablakot, a hívási verem maximális hatékonysága céljából; vagy tartalmazhat mindössze 3-at, ami a kontextusváltás idejét csökkenti, de akár a két szám között akármennyit. Hasonló regiszterfájl-tulajdonságokkal más architektúrák is rendelkeznek, ilyenek pl. az Intel i960, IA-64 és az AMD 29000 (utóbbinál a regiszterablak mérete nem rögzített, hanem változó).
Az architektúrának mára több revíziója is megjelent. A nyolcas verzióban pl. megjelent a hardveres szorzás és osztás. A kilences verzió legjelentősebb változása, hogy az architektúra 64 bites bővítést kapott; az 1994-ben közzétett SPARC-V9 specifikációban megjelent a 64 bites adat- és címkezelés.
A SPARC Version 8 szerint a lebegőpontos regiszterfájl 16 dupla pontosságú regisztert tartalmaz. Ezek közül mindegyik használható két egyszeres pontosságú regiszterként, ami így összesen 32 egyszeres pontosságú regisztert biztosít. A páratlan és páros számú dupla pontosságú regiszterek négyszeres pontosságú regiszterekké foghatók össze, ezáltal 8 négyszeres pontosságú regiszter használható. A SPARC Version 9 még további 16 dupla pontosságú regisztert adott a készlethez (amelyek szintén 8 négyszeres pontosságú regiszterként is elérhetők), azonban ezeket az új regisztereket már nem lehet egyszeres pontosságú regiszterként használni.
Megjelent a „tagged integer” típusú összeadás és kivonás, amelyben az értékek két alsó bitje nem vesz részt a számításban – ez gyorsítja az ML, Lisp és más, hasonló típust használó nyelvek futtatási környezeteinek működését.
A SPARC-V8 architektúra kizárólag a big-endian bájtsorrendet támogatta. A 64 bites SPARC-V9 architektúra az utasításokban big-endian bájtsorrendet használ, de az adatok bájtsorrendje lehet big-endian vagy little-endian, a választást az alkalmazás load/store utasításainak szintjén lehet meghatározni, vagy memórialaptól függően, az MMU szintjén. Ez előnyös lehet az önmagukban little-endian sorrendet használó eszközökkel (pl. PCI busz) való adatcsere esetén.

## Története
Az architektúrának három nagyobb revíziója volt. Az első közzétett verzió az 1986-ban megjelent 32 bites SPARC Version 7 (V7). A SPARC Version 8 (V8), egy javított architektúra-leírás, 1990-ben jelent meg. A főbb eltérések a V7 és V8 között az egészértékű szorzó és osztó utasítások megjelenése, és a 80 bites kiterjesztett pontosságú lebegőpontos aritmetika 128 bites négyszeres pontosságú adattípussal és aritmetikával való kiterjesztése. A SPARC V8 szolgált az IEEE 1754-1994 sz. szabvány alapjául, amely az IEEE 32 bites mikroprocesszor-architektúrájának szabványa (utasításkészlet, regisztermodell, adattípusok, opkódok és koprocesszor-interfész definíció).
A SPARC Version 9, a SPARC 64 bites architektúrája 1993-ban jelent meg, a SPARC International kiadásában. A SPARC Architektúra Bizottság fejlesztette ki, amelynek tagjai a következők: Amdahl Corporation, Fujitsu, ICL, LSI Logic, Matsushita, Philips, Ross Technology, Sun Microsystems és a Texas Instruments.
2002-ben a Fujitsu és a Sun közzétette a SPARC Joint Programming Specification 1 (JPS1) specifikációt, amely a két cég által készített processzorokban azonos módon megvalósított processzorfunkciókat írta le („Commonality”). Az első JPS1 specifikációnak megfelelő CPU-k a Sun UltraSPARC III és a Fujitsu SPARC64 V processzorai voltak. A JPS1 által nem lefedett funkcionalitás a processzorok külön „megvalósítási függelék”-ében („Implementation Supplements”) vannak leírva.
2006 elején a Sun kiadott egy bővített architektúra-specifikációt, az UltraSPARC 2005-öt (UltraSPARC Architecture 2005). Ez nem csak a privilegizált és nem privilegizált részeket tartalmazta a SPARC V9-ből, hanem ráadásul minden architekturális bővítést is, például a CMT, hiperprivilegizált, VIS 1 és VIS 2 vizuális utasításkészlet-bővítéseket, amelyek jelen vannak a Sun UltraSPARC processzoraiban az UltraSPARC T1 implementáció óta. Az UltraSPARC 2005 architektúra tartalmazza a Sun standard kiterjesztéseit és teljes mértékben megfelel a SPARC V9 Level 1 specifikációnak.
2007-ben a Sun kiadta az UltraSPARC 2007 architektúra (UltraSPARC Architecture 2007) specifikációt, ennek az UltraSPARC T2 típus felel meg.
Az architektúra biztosítja a folyamatos bináris alkalmazás-kompatibilitást az első, 1987-es SPARC V7-től kezdve egészen a Sun UltraSPARC architektúra implementációkig.
A SPARC különböző megvalósított változatai közül nagyon népszerű volt a Sun SuperSPARC és UltraSPARC-I változat, ezeket használták referenciarendszernek a SPEC CPU95 és CPU2000 teljesítménytesztekhez (benchmarks). A 296 MHz-es UltraSPARC-II a SPEC CPU2006 benchmark referenciarendszere.
A SPARC architektúra licenceit több cég megszerezte és ennek alapján különböző implementációkat fejlesztettek ki és gyártottak, köztük az alábbiak:
- Afara Websystems
- Bipolar Integrated Technology (BIT)
- C-Cube
- Cypress Semiconductor
- Moszkvai SPARC Technológiai Központ (МЦСТ) SPARC termékvonala (R100, R150, R500, R500S, R1000)
- Fujitsu és Fujitsu Microelectronics
- HAL Computer Systems
- Hyundai
- LSI Logic
- Magnum Semiconductor
- Meiko Scientific
- Metaflow Technologies
- Prisma
- Ross Technology
- Parsé Semiconductor Co.
- Scientific Atlanta
- Solbourne Computer
- Weitek

### SPARC64
A Fujitsu (kezdetben HAL Computer Systems nevű leányvállalatán keresztül) 1995 óta tervez SPARC V9 specifikációnak megfelelő processzorokat, amelyek a SPARC64 márkanév alatt futnak. Ide tartozik a SPARC64 V is,
amit a Fujitsu PRIMEPOWER szervercsalád használ; és a SPARC64 VI, amit a Sun és a Fujitsu a SPARC Enterprise M osztályú szervercsalád használ. 2008 közepétől kezdték meg a SPARC64 VII processzorok szállítását, amelyeket szintén az M osztályú szerverekben használnak fel.

## SPARC mikroprocesszorok adatai
Ebben a táblázatban a SPARC processzorok néhány jellemző adata látható. Az oszlopok: órajel-frekvencia MHz-ben, architektúraverzió, kiadás éve, szálak száma (szálak egy magban × magok száma), gyártási processz (mikron), tranzisztorok száma (millió), lapkaméret (mm²), I/O lábak száma, disszipáció (watt), feszültség, gyorsítótárak mérete: Dcache: adat-cache, Icache: utasítás-gyorsítótár, utasítások, L2 és L3 (KiB).
| név (kódnév)                        | modell                        | órajel fr. (MHz) | arch. verzió | kiadás éve | szálszám | processz (µm) | tr. szám (millió) | lapkaméret (mm²) | I/O lábak | disszipáció (W) | feszültség (V)               | L1 Dcache (KiB)    | L1 Icache (KiB)    | L2 cache (KiB) | L3 cache (KiB) |
| ----------------------------------- | ----------------------------- | ---------------- | ------------ | ---------- | -------- | ------------- | ----------------- | ---------------- | --------- | --------------- | ---------------------------- | ------------------ | ------------------ | -------------- | -------------- |
| SPARC                               | (különféle), pl. MB86900      | 14,28–40         | V7           | 1987-1992  | 1×1=1    | 0,8–1,3       | ~0,1–1,8          | --               | 160–256   | --              | --                           | 0–128 (egyesített) | 0–128 (egyesített) | nincs          | nincs          |
| microSPARC I (Tsunami)              | TI TMS390S10                  | 40–50            | V8           | 1992       | 1×1=1    | 0,8           | 0,8               | 225 ?            | 288       | 2,5             | 5                            | 2                  | 4                  | nincs          | nincs          |
| SuperSPARC I (Viking)               | TI TMX390Z50 / Sun STP1020    | 33–60            | V8           | 1992       | 1×1=1    | 0,8           | 3,1               | --               | 293       | 14,3            | 5                            | 16                 | 20                 | 0-2048         | nincs          |
| SPARClite                           | Fujitsu MB8683x               | 66–108           | V8E          | 1992       | 1×1=1    | --            | --                | --               | 144, 176  | --              | 2,5/3,3 V-5,0 V, 2,5 V-3,3 V | 1, 2, 8, 16        | 1, 2, 8, 16        | nincs          | nincs          |
| hyperSPARC (Colorado 1)             | Ross RT620A                   | 40–90            | V8           | 1993       | 1×1=1    | 0,5           | 1,5               | --               | --        | --              | 5 ?                          | 0                  | 8                  | 128-256        | nincs          |
| microSPARC II (Swift)               | Fujitsu MB86904 / Sun STP1012 | 60–125           | V8           | 1994       | 1×1=1    | 0,5           | 2,3               | 233              | 321       | 5               | 3,3                          | 8                  | 16                 | nincs          | nincs          |
| hyperSPARC (Colorado 2)             | Ross RT620B                   | 90–125           | V8           | 1994       | 1×1=1    | 0,4           | 1,5               | --               | --        | --              | 3,3                          | 0                  | 8                  | 128-256        | nincs          |
| SuperSPARC II (Voyager)             | Sun STP1021                   | 75–90            | V8           | 1994       | 1×1=1    | 0,8           | 3,1               | 299              | --        | 16              | --                           | 16                 | 20                 | 1024-2048      | nincs          |
| hyperSPARC (Colorado 3)             | Ross RT620C                   | 125–166          | V8           | 1995       | 1×1=1    | 0,35          | 1,5               | --               | --        | --              | 3,3                          | 0                  | 8                  | 512-1024       | nincs          |
| TurboSPARC                          | Fujitsu MB86907               | 160–180          | V8           | 1996       | 1×1=1    | 0,35          | 3,0               | 132              | 416       | 7               | 3,5                          | 16                 | 16                 | 512            | nincs          |
| UltraSPARC (Spitfire)               | Sun STP1030                   | 143–167          | V9           | 1995       | 1×1=1    | 0,47          | 3,8               | 315              | 521       | 30              | 3,3                          | 16                 | 16                 | 512-1024       | nincs          |
| UltraSPARC (Hornet)                 | Sun STP1030                   | 200              | V9           | 1998       | 1×1=1    | 0,42          | 5,2               | 265              | 521       | --              | 3,3                          | 16                 | 16                 | 512-1024       | nincs          |
| hyperSPARC (Colorado 4)             | Ross RT620D                   | 180–200          | V8           | 1996       | 1×1=1    | 0,35          | 1,7               | --               | --        | --              | 3,3                          | 16                 | 16                 | 512            | nincs          |
| SPARC64                             | Fujitsu (HAL)                 | 101–118          | V9           | 1995       | 1×1=1    | 0,4           | --                | többchipes       | 286       | 50              | 3,8                          | 128                | 128                | --             | --             |
| SPARC64 II                          | Fujitsu (HAL)                 | 141–161          | V9           | 1996       | 1×1=1    | 0,35          | --                | többchipes       | 286       | 64              | 3,3                          | 128                | 128                | --             | --             |
| SPARC64 III                         | Fujitsu (HAL) MBCS70301       | 250–330          | V9           | 1998       | 1×1=1    | 0.24          | 17.6              | 240              | --        | --              | 2.5                          | 64                 | 64                 | 8192           | --             |
| UltraSPARC IIs (Blackbird)          | Sun STP1031                   | 250–400          | V9           | 1997       | 1×1=1    | 0,35          | 5,4               | 149              | 521       | 25              | 2,5                          | 16                 | 16                 | 1024 vagy 4096 | nincs          |
| UltraSPARC IIs (Sapphire-Black)     | Sun STP1032 / STP1034         | 360–480          | V9           | 1999       | 1×1=1    | 0,25          | 5,4               | 126              | 521       | 21              | 1,9                          | 16                 | 16                 | 1024–8192      | nincs          |
| UltraSPARC IIi (Sabre)              | Sun SME1040                   | 270–360          | V9           | 1997       | 1×1=1    | 0,35          | 5,4               | 156              | 587       | 21              | 1,9                          | 16                 | 16                 | 256–2048       | nincs          |
| UltraSPARC IIi (Sapphire-Red)       | Sun SME1430                   | 333–480          | V9           | 1998       | 1×1=1    | 0,25          | 5,4               | --               | 587       | 21              | 1,9                          | 16                 | 16                 | 2048           | nincs          |
| UltraSPARC IIe (Hummingbird)        | Sun SME1701                   | 400–500          | V9           | 1999       | 1×1=1    | 0,18 Al       | --                | --               | 370       | 13              | 1,5-1,7                      | 16                 | 16                 | 256            | nincs          |
| UltraSPARC IIi (IIe+) (Phantom)     | Sun SME1532                   | 550–650          | V9           | 2000       | 1×1=1    | 0,18 Cu       | --                | --               | 370       | 17,6            | 1,7                          | 16                 | 16                 | 512            | nincs          |
| SPARC64 GP                          | Fujitsu SFCB81147             | 400–563          | V9           | 2000       | 1×1=1    | 0,18          | 30,2              | 217              | --        | --              | 1,8                          | 128                | 128                | 8192           | --             |
| SPARC64 GP                          | --                            | 600–810          | V9           | --         | 1×1=1    | 0,15          | 30,2              | --               | --        | --              | 1,5                          | 128                | 128                | 8192           | --             |
| SPARC64 IV                          | Fujitsu MBCS80523             | 450–810          | V9           | 2000       | 1×1=1    | 0,13          | --                | --               | --        | --              | --                           | 128                | 128                | 2048           | --             |
| UltraSPARC III (Cheetah)            | Sun SME1050                   | 600              | V9 / JPS1    | 2001       | 1×1=1    | 0,18 Al       | 29                | 330              | 1368      | 53              | 1,6                          | 64                 | 32                 | 8192           | nincs          |
| UltraSPARC III (Cheetah)            | Sun SME1052                   | 750–900          | V9 / JPS1    | 2001       | 1×1=1    | 0,13 Al       | 29                | --               | 1368      | --              | 1,6                          | 64                 | 32                 | 8192           | nincs          |
| UltraSPARC III Cu (Cheetah+)        | Sun SME1056                   | 1002–1200        | V9 / JPS1    | 2001       | 1×1=1    | 0,13 Cu       | 29                | 232              | 1368      | 80              | 1,6                          | 64                 | 32                 | 8192           | nincs          |
| UltraSPARC IIIi (Jalapeño)          | Sun SME1603                   | 1064–1593        | V9 / JPS1    | 2003       | 1×1=1    | 0,13          | 87,5              | 206              | 959       | 52              | 1,3                          | 64                 | 32                 | 1024           | nincs          |
| SPARC64 V (Zeus)                    | Fujitsu                       | 1100–1350        | V9 / JPS1    | 2003       | 1×1=1    | 0,13          | 190               | 289              | 269       | 40              | 1,2                          | 128                | 128                | 2048           | --             |
| SPARC64 V+ (Olympus-B)              | Fujitsu                       | 1650–2160        | V9 / JPS1    | 2004       | 1×1=1    | 0,09          | 400               | 297              | 279       | 65              | 1                            | 128                | 128                | 4096           | --             |
| UltraSPARC IV (Jaguar)              | Sun SME1167                   | 1050–1350        | V9 / JPS1    | 2004       | 1×2=2    | 0,13          | 66                | 356              | 1368      | 108             | 1,35                         | 64                 | 32                 | 16384          | nincs          |
| UltraSPARC IV+ (Panther)            | Sun SME1167A                  | 1500–2100        | V9 / JPS1    | 2005       | 1×2=2    | 0,09          | 295               | 336              | 1368      | 90              | 1,1                          | 64                 | 64                 | 2048           | 32768          |
| UltraSPARC T1 (Niagara)             | Sun SME1905                   | 1000–1400        | V9 / UA 2005 | 2005       | 4×8=32   | 0,09          | 300               | 340              | 1933      | 72              | 1,3                          | 8                  | 16                 | 3072           | nincs          |
| SPARC64 VI (Olympus-C)              | Fujitsu                       | 2150–2400        | V9 / JPS1    | 2007       | 2×2=4    | 0,09          | 540               | 422              | --        | 120             | --                           | 128×2              | 128×2              | 6144           | nincs          |
| UltraSPARC T2 (Niagara 2)           | Sun SME1908A                  | 1000–1600        | V9 / UA 2007 | 2007       | 8×8=64   | 0,065         | 503               | 342              | 1831      | 95              | 1,1–1,5                      | 8                  | 16                 | 4096           | nincs          |
| UltraSPARC T2 Plus (Victoria Falls) | Sun SME1910A                  | 1200–1600        | V9 / UA 2007 | 2008       | 8×8=64   | 0,065         | 503               | 342              | 1831      | -               | -                            | 8                  | 16                 | 4096           | nincs          |
| SPARC64 VII (Jupiter)               | Fujitsu                       | 2400–2880        | V9 / JPS1    | 2008       | 2×4=8    | 0,065         | 600               | 445              | --        | 150             | --                           | 64×4               | 64×4               | 6144           | nincs          |
| UltraSPARC "RK" (Rock)              | Sun SME1832                   | 2300             | V9 / --      | törölve    | 2×16=32  | 0,065         | ?                 | 396              | 2326      | ?               | ?                            | 32                 | 32                 | 2048           | ?              |
| SPARC64 VIIIfx (Venus)              | Fujitsu                       | 2000             | V9 / JPS1    | 2009       | 1×8=8    | 0,045         | 760               | 513              | 1271      | 58              | ?                            | 32×8               | 32×8               | 6144           | nincs          |
| SPARC T3 (Rainbow Falls)            | Oracle/Sun                    | 1650             | V9 / UA _?_  | 2010       | 8×16=128 | 0,040         | ????              | 371              | ?         | 139             | ?                            | 8                  | 16                 | 6144           | nincs          |
| SPARC64 VII+ (Jupiter-E vagy M3)    | Fujitsu                       | 2667 - 3000      | V9 / JPS1    | 2010       | 2×4=8    | 0,065         | -                 | -                | -         | 160             | -                            | 64×4               | 64×4               | 12288          | nincs          |
| LEON3FT                             | Cobham Gaisler GR712RC        | 100              | V8E          | 2011       | 1×2=2    | 180 nm        | –                 | –                | –         | 1,5             | 1.8/3.3                      | 4x4Kb              | 4x4Kb              | nincs          | nincs          |
| R1000                               | MCSzT (Oroszország)           | 750 - 1000       | JPS2         | 2010       | 1×4=4    | 0,09          | 180               | 128              | –         | 15              | 1, 1,8, 2,5                  | 32                 | 16                 | 2048           | nincs          |
| SPARC T4 (Yosemite Falls)           | Oracle                        | 2850 - 3000      | V9 / OSA2011 | 2011       | 8×8=64   | 0,04          | 855               | 403              | ?         | 240             | ?                            | 16×8               | 16×8               | 128×8          | 4096           |
| SPARC64 IXfx                        | Fujitsu                       | 1850             | V9 / JPS1 ?  | 2012       | 1×16=16  | 0,04          | 1870              | 484              | 1442      | 110             | ?                            | 32×16              | 32×16              | 12288          | nincs          |
| SPARC64 X                           | Fujitsu                       | ????-3000        | V9 / JPS     | 2012       | 2×16=32  | 0,028         | 2950              | 587,5            | 1500      | ?               | ?                            | 64×16              | 64×16              | 24576          | nincs          |
| SPARC T5                            | Oracle                        | 3600             | V9 / OSA2011 | 2013       | 8×16=128 | 0,028         | ?                 | ?                | ?         | ?               | ?                            | 16×8               | 16×8               | 128×16         | 8192           |
| SPARC M5                            | Oracle                        | 3600             | V9 / OSA2011 | 2013       | 8×6=48   | 28 nm         | 3900              | 511              | ?         | ?               | ?                            | 16×6               | 16×6               | 128×6          | 49152          |
| SPARC M6                            | Oracle                        | 3600             | OSA2011      | 2013       | 8×12=96  | 28 nm         | 4270              | 643              | ?         | ?               | ?                            | 16×12              | 16×12              | 128×12         | 49152          |
| név (kódnév)                        | modell                        | órajelfr. (MHz)  | arch. verzió | kiadás éve | szálszám | processz (µm) | tr. szám (millió) | lapkaméret (mm²) | I/O lábak | disszipáció (W) | feszültség (V)               | L1 Dcache (KiB)    | L1 Icache (KiB)    | L2 cache (KiB) | L3 cache (KiB) |

Megjegyzések:
1. 1 2  Szálak száma magonként × magok száma = összes szál
2. ↑  Különféle SPARC V7 implementációkat gyártott a Fujitsu, LSI Logic, Weitek, Texas Instruments és a Cypress. Egy SPARC V7 processzor általában több külön csipből állt, amik az egészértékű/integer egységet (IU), a lebegőpontos egységet (FPU), a memóriavezérlőt (MMU) és a gyorsítótár-memóriát tartalmazták.
3. ↑  167 MHz-en
4. ↑  250 MHz-en
5. ↑  400 MHz-en
6. ↑  440 MHz-en
7. ↑  max. 500 MHz-en
8. ↑  900 MHz-en
9. ↑  kivéve a B/K síneket
10. ↑  A V9-en alapuló Oracle specifikáció

## Operációs rendszerek
A SPARC gépek általában SunOS, Solaris vagy OpenSolaris rendszert használnak, de más operációs rendszerek is működnek rajtuk, például NEXTSTEP, RTEMS, FreeBSD, OpenBSD, NetBSD és Linux.
1993-ban az Intergraph bejelentette, hogy portolja a Windows NT-t SPARC-ra, de ezt később visszavonták.

## Nyílt forrású megvalósítások
A SPARC architektúrának három teljesen nyílt forrású megvalósítása van:
- LEON – 32 bites, SPARC Version 8 megvalósítás, különösen a helykihasználásra optimalizálva tervezték. A forráskódja VHDL-ben van írva, GPL licenc alatti.
- OpenSPARC T1 – 2006-ban adták ki, 64 bites, 32-szálas implementáció, megfelel a UltraSPARC Architecture 2005 és a SPARC Version 9 (Level 1) specifikációknak. A forráskódja Verilog-ban készült, több licenc alatt lett kibocsátva; az OpenSPARC T1 forráskód legnagyobb része GPL licenc alá esik, a létező nyílt forrású projektekből származó kód továbbra is a saját licence alatt marad. A bináris programok a bináris szoftver licencszerződések hatálya alá esnek.
  - S1 – ez egy 64 bites Wishbone-nak megfelelő CPU mag, amely az OpenSPARC T1 tervein alapul. Ez egyetlen UltraSPARC v9 típusú mag, amely 4-utas SMT-re (egyidejű többszálas működésre) képes. A T1-hez hasonlóan erre is a GPL licenc vonatkozik.
- OpenSPARC T2 – 2008-ban jelent meg, 64 bites, 64-szálas megvalósítás, megfelel az UltraSPARC Architecture 2007 és a SPARC Version 9 (Level 1) specifikációknak. A forráskódja Verilog-ban íródott, többfajta licenc hatálya alá esik, hasonlóan a T1-hez.

A SPARC architektúrának létezik egy teljesen nyílt forrású szimulátora is:
- RAMP Gold, egy 32 bites, 64-szálas SPARC Version 8 implementáció, amelyet az FPGA-alapú architektúrák szimulációja céljából terveztek. A RAMP Gold forráskódja kb. 36000 sor Systemverilog nyelven, a BSD licencek hatálya alá esik.

## Szuperszámítógépek
2011 júniusában a világ 500 leggyorsabb számítógépe közül csak két szuperszámítógép (az első és a 73-ik) használt SPARC processzorokat, a TOP500 lista alapján.
2011-ben az első helyen a Fujitsu K computer-e állt (a 2011 júniusi és 2011 novemberi listák szerint), 2012-ben a második helyen áll. Ez 88 128 SPARC64 VIIIfx CPU-ból épül fel, mindegyik nyolcmagos, így összesen 705 024 magot tartalmaz – csaknem kétszer annyit, mint a TOP500 bármelyik gépe. A K Computer teljesítménye nagyobb, mint a listában rákövetkező öt rendszeré együttvéve, és ennek a legmagasabb a teljesítmény-energia aránya az összes 2012 előtti szuperszámítógép-rendszer között. A Green500 listán a 6. helyen állt 2011 júniusában, 824.56 MFLOPS/W teljesítményével.
A Tianhe-1A 2011-ben a második, 2012-ben az 5-ik helyen álló rendszer. Több node-ja kínai fejlesztésű OpenSPARC-alapú FeiTeng-1000 processzorokból áll, azonban ezek a node-ok nem vesznek részt a TOP500 alapját képező LINPACK tesztben.
A 2012. júniusi TOP500 lista 18. helyén is egy SPARC alapú rendszer áll, a japán Tokiói Egyetem Információtechnológiai Központjában felállított Oakleaf-FX nevű rendszer; ez 1,848 GHz-es SPARC64 IXfx 16C processzorokból áll, mindössze 76800 magot tartalmaz.
2010. december 2-án az Oracle leleplezte a T3-2, T3-4 és M5000 szerverekből álló SPARC SuperCluster rendszerét. A T3-4 szerverekből álló konfiguráció állítólag felülmúlja a HP Integrity Superdome és az IBM Power 780 server rendszereket, 30 249 688 tpmC sebességével. Az Oracle azóta megjelentette a T4-4 jelű SPARC SuperCluster változatot is, azonban ezekkel a rendszerekkel 2012-ben még nem sikerült bekerülnie a TOP500-ba.

### BSD a SPARC-on
- FreeBSD 64-bit SPARC port
- NetBSD 32-bit SPARC port
- NetBSD 64-bit SPARC port
- OpenBSD 32-bit SPARC port
- OpenBSD 64-bit SPARC port

### Linux disztribúciók
- Aurora SPARC Linux, nem hivatalos Fedora SPARC port
- Debian 32-bit és 64-bit SPARC port
- Gentoo Linux 64-bit SPARC port
- Mandriva nem hivatalos, nem támogatott SPARC port Archiválva 2007. december 28-i dátummal a Wayback Machine-ben
- Slackware 32-bit és 64-bit SPARC port
- Ubuntu GNU/Linux, támogatott UltraSPARC T1 port
- UltraLinux - Linux, az UltraSPARC-hoz